# ワールドエンドの庭
『ワールドエンドの庭』（ワールドエンドのにわ）は、堀江由衣の9枚目のオリジナルアルバムである。2015年1月7日にスターチャイルドから発売された。

## 解説
『BEST ALBUM』リリース後初のアルバム、オリジナルとしては前作『秘密』から約3年ぶりとなる。テレビアニメ『ゴールデンタイム』の前期・後期のオープニング・エンディングテーマを収録した全13曲が収録されている。
販売形態は初回限定盤2種と通常盤の2種リリースで、いずれも同年3月7日・8日公演のライブ『堀江由衣をめぐる冒険V〜狙われた学園祭〜』の先行受付シリアルナンバー封入（通常盤は初回プレス分のみ封入）。また、初回限定盤は『RED』と『BLUE』の2種でそれぞれに写真集が同梱。
『Darling』から作詞で参加しているあさのますみや、シンガーソングライターの清竜人が、今作でも参加している。

## 収録曲
1. プロローグ〜edge of unknown〜 [1:52]
作詞：山崎寛子、作曲・編曲：大川茂伸
2. The♡World's♡End [5:07]
作詞・作曲・編曲：清竜人
テレビアニメ『ゴールデンタイム』後期オープニングテーマ
3. Stand Up! [4:52]
作詞：あさのますみ、作曲・編曲：大川茂伸
スマートフォン用ゲーム『白猫プロジェクト』テーマソング
4. Happy End [4:16]
作詞：川田瑠夏、作曲・編曲：Tak Miyazawa
5. Sweet&Sweet CHERRY [3:14]
作詞：YUKAKO、作曲・編曲：Kohei by SIMONSAYZ
「Golden Time」カップリング曲、テレビアニメ『ゴールデンタイム』前期エンディングテーマ
6. ミステリー… [3:53]
作詞・作曲・編曲：清竜人
7. 半永久的に愛してよ♡ [5:20]
作詞・作曲・編曲：清竜人
「The♡World's♡End」カップリング曲、テレビアニメ『ゴールデンタイム』後期エンディングテーマ
8. ほんのちょっと [4:02]
作詞・作曲・編曲：川田瑠夏
9. Golden Time [3:44]
作詞：吉田詩織、作曲・編曲：Kohei by SIMONSAYZ
テレビアニメ「ゴールデンタイム」前期オープニングテーマ
10. この場所で [4:13]
作詞：吉田詩織、作曲：SHIKI、編曲：大川茂伸
OAD『みツわの』主題歌
11. innocent note [2:51]
作詞・作曲：宮崎まゆ、編曲：浅野尚志
12. Girl Friend [3:50]
作詞・作曲・編曲：清竜人
13. Garden [4:58]
作詞・作曲・編曲：山崎寛子

## 参加ミュージシャン
| プロローグ〜edge of unknown〜 - Strings：Kana Strings The♡World's♡End - Piano & Guitar & Programming：清竜人 - Bass：安達貴史 - Drums：能村亮平 - Strings：大先生室屋Strings Stand Up! - Guitar：Kazu Omasa - Bass：末武弘樹 - Strings：Kana Strings - Rhythm Programming：サタン井上 Happy End - Guitars & Bass：Tak Miyazawa Sweet&Sweet CHERRY - Guitars & Programming：Kohei by SIMONSAYZ - Strings：今野均Strings ミステリー… - Programming,Keyboard & Guitar：清竜人 - Drums：能村亮平 - Strings：室屋光一郎Strings 半永久的に愛してよ♡ - Piano & Guitar & Programming：清竜人 - Bass：安達貴史 - Drums：能村亮平 - Strings：大先生室屋Strings | ほんのちょっと - Keyboards & Programming：川田瑠夏 - Guitars：Tak Miyazawa - Bass：川島弘光 - Drums：一ノ瀬久 Golden Time - Guitars & Programming：Kohei by SIMONSAYZ この場所で - Guitars：伊藤ハルトシ - Piano：伊藤万里 - Strings：Kana Strings - Rhythm Programming：サタン井上 innocent note - Programming：浅野尚志 - Strings：弦一徹Strings Girl Friend - Programming,Keyboard,Chorus,Piano & Guitar：清竜人 - Drumss：木暮栄一 (from the band apart) - Bass：原昌和 (from the band apart) - Strings：室屋光一郎Strings Garden - Guitars：菊谷知樹 - Strings：室屋光一郎Strings - Keyboards & Programming：山崎寛子 |